# Tom Jefferson Terral

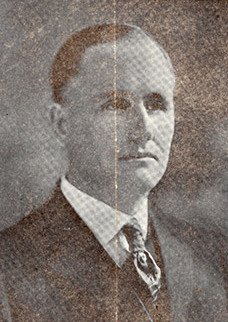
Tom Jefferson Terral (1920)

Thomas Jefferson Terral (* 21. Dezember 1882 im Union Parish, Louisiana; † 9. März 1946 in Little Rock, Arkansas) war ein US-amerikanischer Politiker und zwischen 1925 und 1927 Gouverneur von Arkansas.

## Frühe Jahre
Thomas Terral besuchte die University of Kentucky. Nach einem anschließenden Jurastudium an der University of Arkansas erhielt er im Jahr 1910 die Zulassung als Rechtsanwalt. Danach praktizierte er in Little Rock und arbeitete nebenbei als Lehrer, um sein Einkommen zu verbessern. 

## Politischer Aufstieg
Wie alle Gouverneure von Arkansas zwischen 1874 und 1967 gehörte Terral der Demokratischen Partei an. Zwischen 1911 und 1915 war er bei der Verwaltung des Landessenats angestellt (Assistant Secretary of the Arkansas Senate). Zwischen 1917 und 1921 war er Staatssekretär in Arkansas. Im Jahr 1920 bewarb er sich erstmals um das Amt des Gouverneurs, scheiterte aber in den Vorwahlen. Seine zweite Kandidatur im Jahr 1924 war erfolgreich.

## Gouverneur von Arkansas
Tom Terral trat seine zweijährige Amtszeit am 13. Januar 1925 an. In dieser Zeit hat der Gouverneur die Verwaltung reformiert. Die Anzahl der Regierungsausschüsse wurde von elf (mit über 60 Mitgliedern) auf einen reduziert mit nur noch drei voll bezahlten Mitgliedern. Einige Regierungsabteilungen wurden aus Spargründen ebenfalls zusammengelegt. Die Einsparungen kamen dem Bildungswesen und dem Ausbau der Fernstraßen zugute. In Little Rock wurde ein großes staatliches Krankenhaus gebaut. Damals entstand in Arkansas der erste landeseigene National Park. Nach einer Verfassungsänderung wurde die Anzahl der Richter am Obersten Gericht des Landes erhöht. 1926 bewarb sich Terral um seine Wiederwahl. Er scheiterte aber bereits in den Vorwahlen. Sein Hauptgegner John Martineau warf ihm Bestechung vor, was aber nicht bewiesen wurde.

## Weiterer Lebenslauf
Nach dem Ende seiner Amtszeit widmete sich Terral wieder seinen privaten Interessen. Er wurde wieder als Anwalt in Little Rock tätig. Dort ist er im Jahr 1946 nach längerer Krankheit gestorben. 